# Jun’ya Kuno
Jun’ya Kuno (japanisch 久野 純弥 Kuno Jun’ya; * 16. August 1988 in der Präfektur Shizuoka) ist ein japanischer Fußballspieler.

## Karriere
Kuno erlernte das Fußballspielen in der Schulmannschaft der Tokoha Gakuen Tachibana High School. Seinen ersten Vertrag unterschrieb er 2007 bei Ventforet Kofu. Der Verein spielte in der höchsten Liga des Landes, der J1 League. Am Ende der Saison 2007 stieg der Verein in die J2 League ab. Für den Verein absolvierte er 23 Ligaspiele. Danach spielte er bei Fukushima United FC und Honda FC. Ende 2017 beendete er seine Karriere als Fußballspieler.